# 愛知県における2019年コロナウイルス感染症の流行
愛知県における2019年コロナウイルス感染症の流行（あいちけんにおける2019ねんコロナウイルスかんせんしょうのりゅうこう）では、日本における新型コロナウイルス感染症（COVID-19）の流行のうち、愛知県内での流行について述べる。

## 流行の動向

### 2020年

#### 2月
- 2月14日 - 名古屋市在住の60代男性の感染が確認。愛知県内で確認された初の感染者となる。男性は60代の妻とともにハワイ旅行中に風邪の症状を訴えていた[1]。翌15日には妻も感染が確認された[6]。
- 2月22日 - 60代男性の感染が確認[7]。この男性は名古屋高速道路の料金所職員の送迎を業務として行っており、濃厚接触の疑いがある料金所職員52人が自宅待機となる[7]。そのため、料金所が人手不足に陥り、一部料金所が閉鎖される[7]。
- 2月27日 - 三菱UFJ銀行江南支店の行員の感染判明[8]。濃厚接触の可能性がある行員ら約10人が自宅待機[8]。支店の営業は別の支店からの応援などで通常通り行う[8]。

#### 3月
- 3月1日 - 名古屋市緑区の南生協病院の入院患者の感染が発覚し、同日より外来診療を一時休止[9]。
- 3月4日 - 蒲郡市内の50代男性が感染確認[10]。その後、家族に「ウイルスをばらまいてやる」と告げ、蒲郡市内の複数の飲食店を利用した[10]。直接接客していないが、男性の利用した座席に座った30代女性店員の感染が後に判明している[10]。また、店のオーナーは警察に被害届を提出している[10]。
- 3月6日 - 厚生労働省クラスター対策班が愛知県に派遣される[11]。
- 3月8日 - この日、愛知県としては初の新型コロナによる死者が出たことが判明[12]。名古屋市緑区の80代男性で、デイサービスクラスターに含まれる[12]。

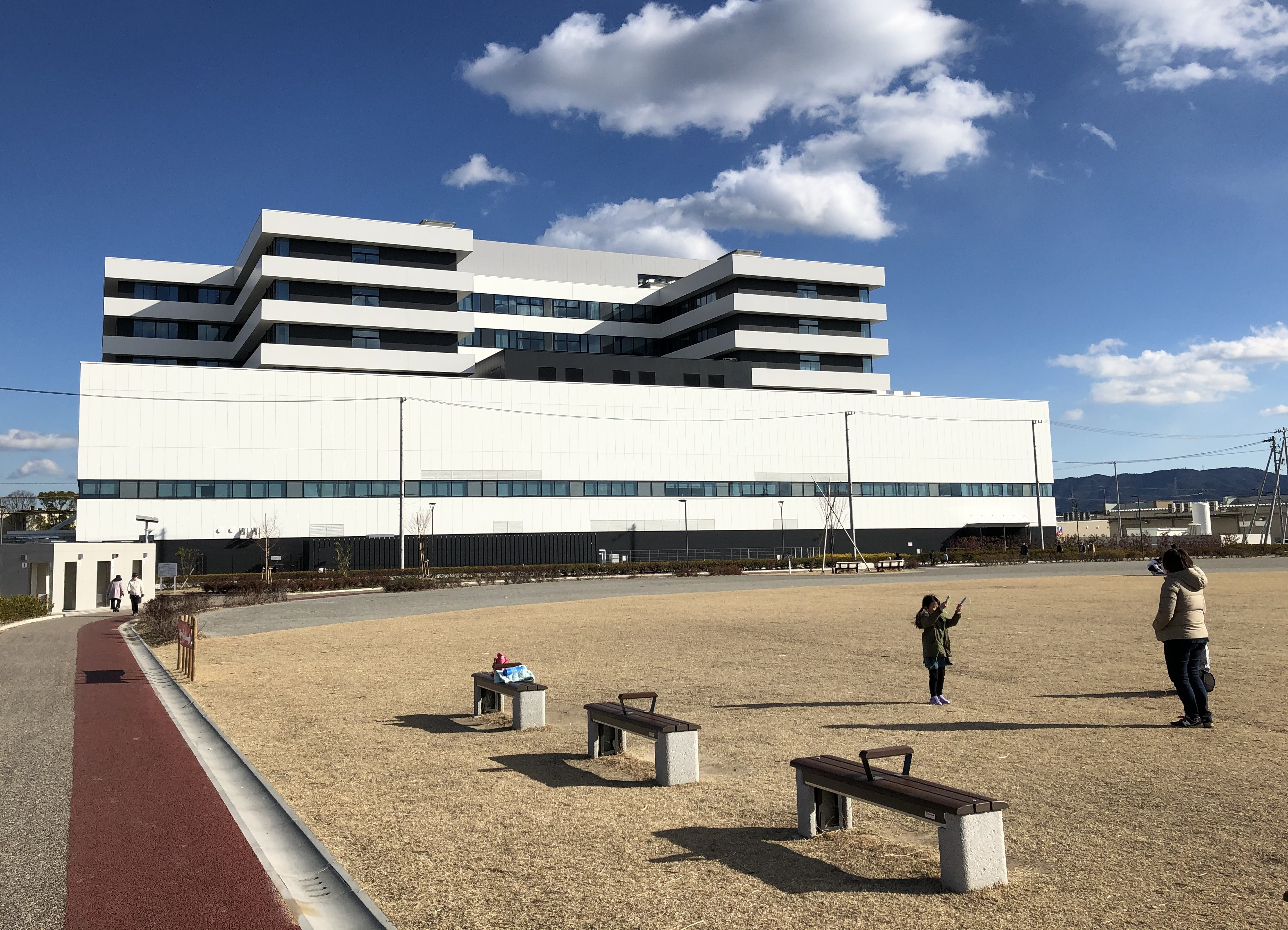
藤田医科大学岡崎医療センター

- 3月9日 - ダイヤモンド・プリンセス号下船者の受け入れを行っていた藤田医科大学岡崎医療センターから全員が退所[9]。また、この日名古屋市港区の佐川急便港営業所に勤務する同社協力会社60代配達員男性の感染を発表[9]。緑区デイサービス利用者の息子にあたる[9]。外来診療一時休止の南生協病院が消毒作業などの終了により外来診療を再開[9]。
- 3月18日 - 蒲郡市内で新型コロナ陽性と知りながら故意に飲食店を利用したとされる50代の男性が入院先の医療機関で死亡[13]。男性には基礎疾患として肝細胞がんがあり、死因は新型コロナウイルスによる肺炎[13]。同日愛知県が明らかにした[13]。
- 3月24日 - 豊川市が2月4日に姉妹友好都市である中国江蘇省無錫市新呉区に送ったマスク4500枚の返却を求める[14]。新呉区は要請に応え、マスク5万枚を豊川市に送る[14]。
- 3月25日 - 名古屋市天白区内のドラッグストアにおいて、40代男性が女性店員に対して自分がコロナ罹患者であると主張しながら咳をするなどの行為を行う[15]。店舗はその後営業を中断した[15]。男は同日威力業務妨害の疑いで逮捕[15]。
- 3月29日 - 40代男性が名古屋市中村区の家電量販店で「コロナビーム」と言って自分が罹患者であることを店員に主張し、店に消毒作業をさせる威力業務妨害行為を行う[16][17]。
- 3月から4月中旬 - 名古屋市内のコロナ関連死18件について、平安会館が葬儀を実施[18]。

#### 4月

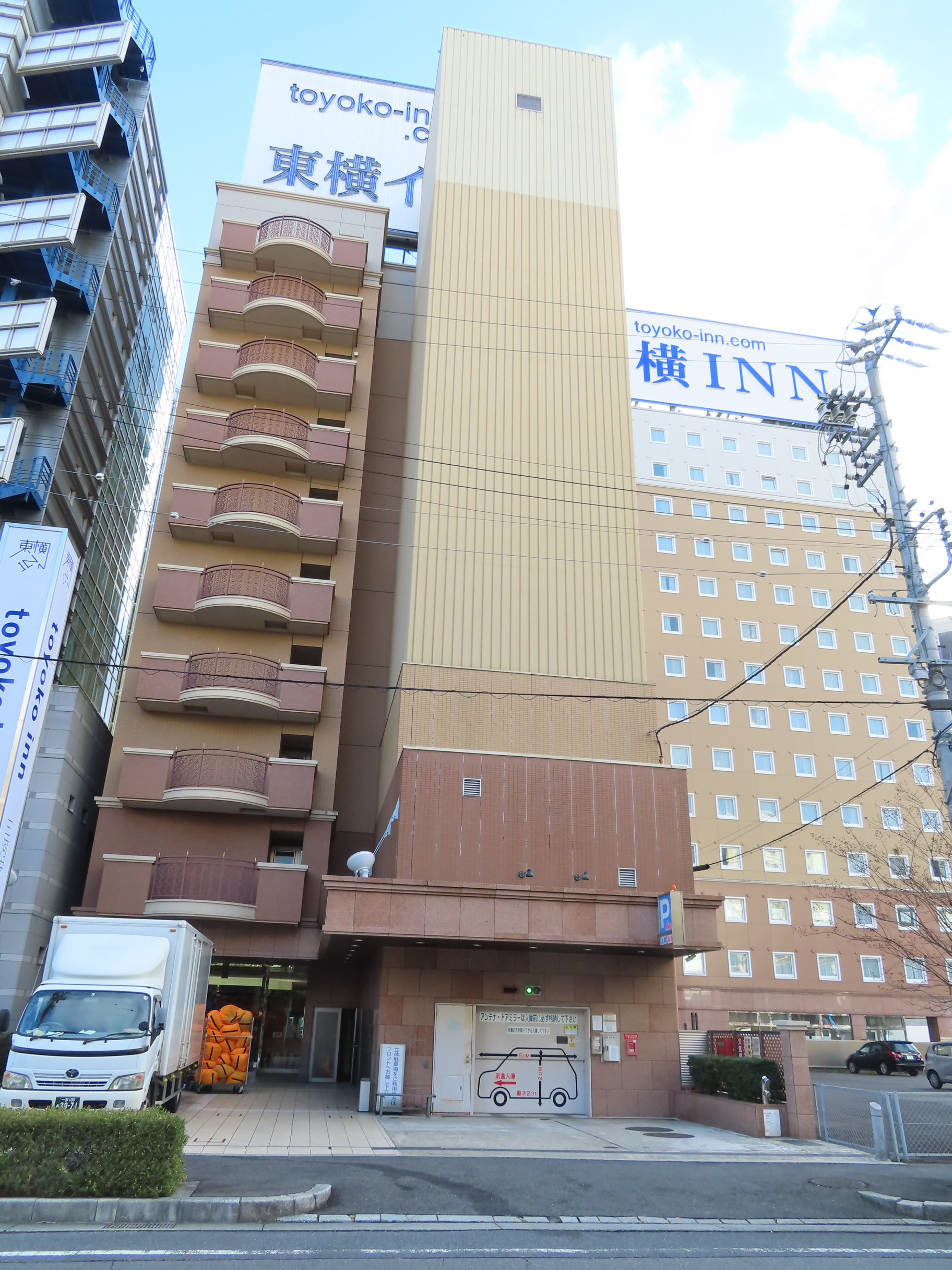
東横INN三河安城駅新幹線南口I（愛知県安城市）

- 4月6日 - 愛知県警クラスター20代男性警察官の0歳の息子の感染が確認される[19]。また、30代の妻の感染も確認[19]。
- 4月7日 - 名古屋駅前ミヤコ地下街内のマッサージ店において、受付の台を叩いて触れながら「これコロナ」と言って70代の男が立ち去る[20]。地下街の一部が閉鎖され、消毒作業を行った[20]。運営会社によれば消毒費用に約30万円掛かったという[21]。男は5月に威力業務妨害で逮捕[20]。容疑の一部を否認している[20]。同日、愛知県警の感染者がクラスターと認定される[22]。
- 4月8日 - 名古屋市天白区の銀行支店でコロナ感染者と名乗る男が来店[23]。男が感染しているかどうかは不明[23]。
- 4月10日
  - 名古屋市内保育園の保育士1人の陽性判明[24]。
  - 県独自の緊急事態宣言を5月6日までの期間で発令[25]。
- 4月11日 - 保育士1人の陽性が判明した名古屋市保育園がこの日より休園[24]。
- 4月12日 - 名古屋市北区の愛知県衛生研究所において検査ミスがあったことが公表される[24]。ミスがあったのは11日の検査分[24]。名古屋市がデイサービスクラスターに含まれる60代女性の死亡を公表[24]。また、名古屋市において初の事例とみられる保育園児の感染[24]。
- 4月13日 - 豊明市にマスク1万枚が寄付される[26]。寄付したのは同市内の会社経営者[26]。同市は市内の保育所17か所、児童クラブ12か所、高齢者施設、障害者施設などに配布する[26]。
- 4月14日 - 岡崎市内の企業4社が不織布や手作りのマスクあわせて1万1670枚を岡崎市に寄付[27]。また、知多市内の企業が市に100万円を寄付[28]。市はその費用でマスク2万枚を購入[28]。
- 4月16日 - 岡崎南ライオンズクラブが岡崎市にマスク2万5000枚と消毒液20リットルを寄付[27]。
- 4月17日
  - 海部郡大治町役場に来庁した男が1階ロビーにいた案内係の女性職員に対して、マスクを外した上で咳を掛け「俺はコロナだ」と「冗談」を言う事件が発生[29]。役場は閉鎖し、消毒作業が行われた[29]。男は威力業務妨害の疑いで逮捕[21]。
  - 刈谷市は5月分からの水道・下水道基本料金を4ヶ月分免除すると発表[30]。在宅の市民の負担軽減を狙う[30]。総額は約4億円[30]。
  - 知多郡武豊町内の商社が武豊町にマスク5000枚を寄付[31]。鈴川織布が半田市にマスク1万枚を寄付[32]。一宮市に本社を置く企業が創業地である名古屋市の教育委員会にマスク1万枚を寄付[33]。
- 4月22日 - 東海理化電機製作所が、工場の所在する豊川市にある豊川市民病院に自社で製造したフェイスシールドを30個寄付[34]。
- 4月26日 - 軽症者受け入れ施設として使用されている知多郡東浦町の施設において入居者が制止を振り切って帰宅[35]。
- 4月27日
  - 20代の若者が発端とみられる20人超のクラスターの発生を県が公表[36]。
  - 東海理化電機製作所が、本社のある丹羽郡大口町を管轄する尾北医師会に自社で製造したフェイスシールド30個およびマスク2万枚を寄付[34]。
- 4月28日 - 愛知県が4月30日正午時点で休業要請に応じないパチンコ店に対して、改正新型インフルエンザ等対策特別措置法（新型コロナウイルス特別措置法）第45条第2項に基づく施設停止要請を行うとともに、店舗名の公表を行うと発表[37]。愛知県は4月17日から5月6日までの休業要請を既に行っており、24日からは営業を継続する店舗への訪問を行っていた[37]。この日は県内パチンコ店514店舗のうち、37店舗が営業を継続していたため、休業要請と店舗名公表の事前告知を行った[37]。
- 4月29日 - 県内2か所目となる軽症者受け入れ施設として安城市のビジネスホテル「東横INN三河安城駅新幹線南口I」が使用開始[35]。客室143室のうち110室が居室として使用される[35]。
- 4月30日 - 同日時点で営業を継続していた施設（パチンコ店）6店舗に対し休業要請を実施。5月2日までに全店が休業に応じる[38]。

#### 5月
- 5月1日 - 愛知県は「文化芸術活動応援金」（法人20万円、個人10万円）の創設を発表[39]。名古屋市が愛知県の休業要請から漏れた事業者に対する独自給付の検討を開始[39]。財源規模は40億円となる見通し[39]。また、同日名古屋市独自の融資制度である「ナゴヤ信長徳政プロジェクト」の申込受付を開始[39]。藤田医科大学病院では院内感染対策のため、気管挿管が必要な全身麻酔で手術を行う患者に対して手術前2週間の外出を控えてもらい、入院前に院外の臨時検査所で抗体検査を実施すると決定[40]。
- 5月4日 - 県独自の緊急事態宣言を5月末までの予定で延長を決定[41]。
- 5月5日 - この日の9時30分から10時15分ごろまで、県内感染者に関する490人分の個人情報が誤って愛知県のWEBサイトに掲載される[42]。県は管理する表から個人情報を除いたものを公開していたが、この日はチェックが不十分であったとしている[42]。WEBページの閲覧者からの問い合わせがあり発覚[42]。
- 5月7日 - 名古屋市西区の「R-food」社が藤田医科大学病院に医療従事者向けの弁当2000食（4日分）を寄贈[43]。
- 5月11日 - 名古屋市の保育園に勤務する60代女性職員の感染が確認される[44]。この保育園には感染者がいたが、新規感染者は2週間発生しておらず、園は再開していた[44]。愛知県は経済活動再開の目安となる指標を公表[45]。
- 5月12日 - 名古屋市の河村たかし市長が「ナゴヤ新型コロナ対策でらハートフル基金」の創設を発表[46]。市民からの寄付を集め、新型コロナ患者の受け入れ医療機関に対し、受診者1人につき3万5000円を補助する財源とするという[46]。県立学校の再開を6月1日の予定より5月25日に前倒しする検討[45]。
- 5月14日
  - 丹羽郡扶桑町の50代男性が感染[47]。軽症[47]。感染経路は不明[47]。
  - 名古屋市立の学校（小中高校・特別支援学校）については6月1日再開の方針を固める[48]。また、夏休みの短縮も同時に検討[48]。15日に正式決定[48]。
- 5月15日
  - 春日井市の30代男性の感染確認[49]。
  - 愛知郡東郷町の「イーストプラザいこまい館」で、コロナ感染者と称する男が女性職員につばを吐きつける[50]。男は威力業務妨害の疑いで緊急逮捕[50]。また、名古屋市中川区の路上で隣人の男に「コロナをばらまく」と凄みながら息を吹きかけた男が脅迫の容疑で逮捕[51]。
- 5月26日 - 4月に発出した愛知県独自の緊急事態宣言を解除[52]。同時に予防対策指針を決定[52]。

#### 6月
- 6月2日 - 豊田市が30代男性の感染を発表[53]。同日夜、名古屋グランパスエイトが当該男性を金崎夢生選手であると公表する[53]。
- 6月7日 - 名古屋グランパスエイトがゴールキーパーのミッチェル・ランゲラックが感染したと発表[54][55]。
- 6月17日 - 名古屋市が市内在住10代女性の感染を発表[56]。名古屋市教育委員会はこれを受け、女性が通う中学校を18日から20日まで臨時休校とし、消毒作業を実施する[56]。一斉休業の終了後の休業は県内初の事例[56]。

#### 7月

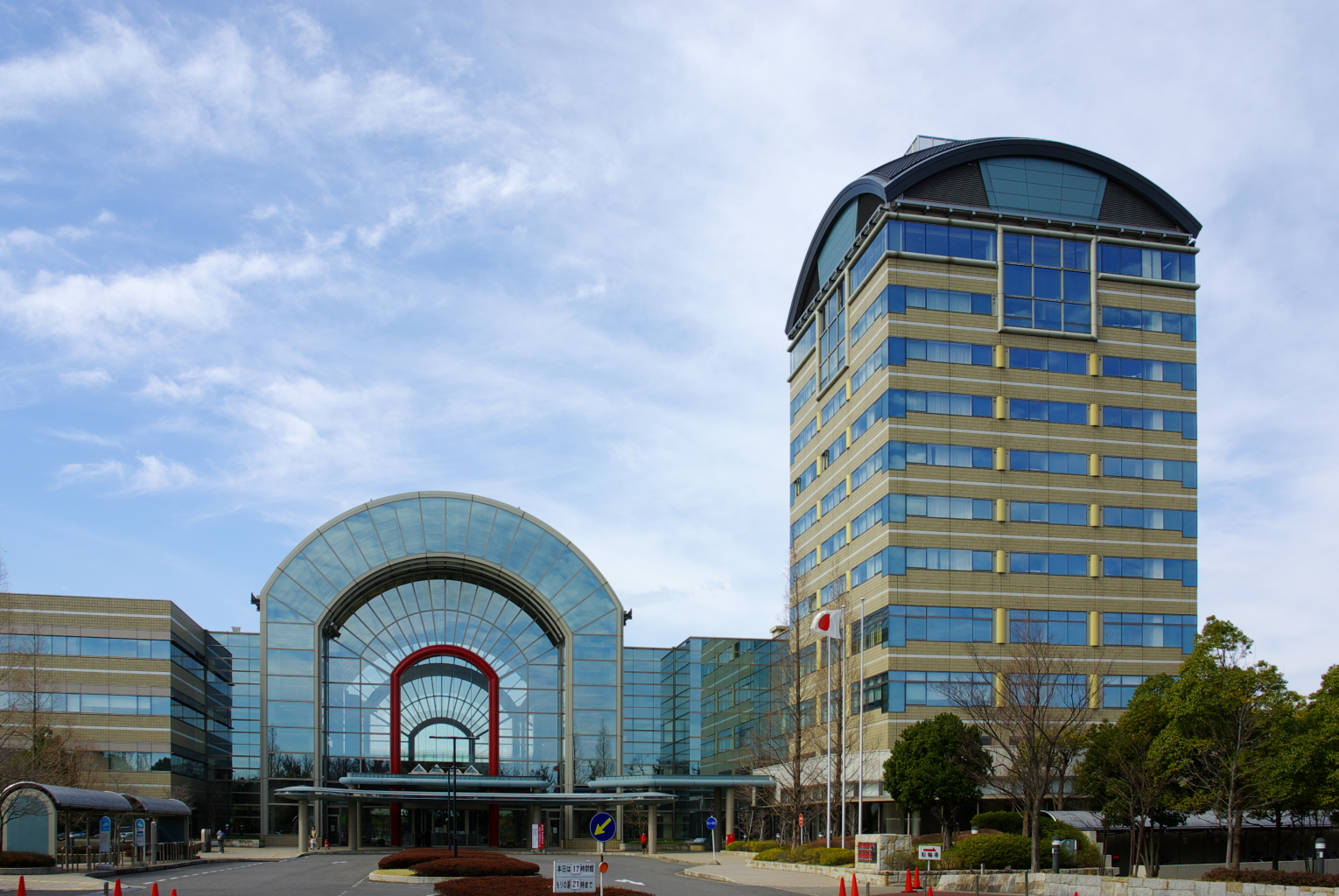
東浦町の県施設

- 7月4日 - 東浦町と安城市で借り受けていた軽症者向け宿泊施設はこの日までに閉鎖[57]。
- 7月15日 - 岡崎警察署の留置場に入る住所不定の20代男性の感染確認[58][59]。なお、この人物が岡崎市内のスーパー店内で魚の切り身を開封して食べたとして、7月11日に窃盗容疑で逮捕されたYouTuber・へずまりゅうであると山口県の感染経路調査で明らかになった[60][61][62]。
- 7月16日 - 岡崎警察署の警察官3人と同署の留置所に入る男性1人、犬山警察署の留置所に入る男性1人の感染確認[63]。
- 7月20日 - 愛知県が中日新聞の取材に対して、新たなクラスター発生を認める[64]。
- 7月28日 - 7月中旬以降の陽性患者急増による自宅療養者の増加により、東浦町の軽症者向け宿泊施設を再開[57]。
- 7月31日
  - 名古屋市立大学病院勤務の名古屋市内在住20代女性看護師の感染が確認される[65]。女性は27日に体調の異常に気づき、翌日から出勤していない[65]。また、名古屋市立大学の20代女子学生の感染も確認された[65]。
  - 名古屋市幹部会議において、7月の名古屋市の行政区別の感染者数データが示される[66]。中区144人、中川区50人、東区48人、中村区40人、北区36人、西区33人、港区24人、千種区23人、緑区23人、南区21人、守山区21人、名東区19人、瑞穂区16人、昭和区13人、天白区10人、熱田区9人[66]。

#### 8月
- 8月3日 - 春日井市の名古屋徳洲会総合病院が同日付で複数職員の感染を公表[67]。7月30日の時点で職員1人の感染が判明したことからPCR検査を実施し、感染が判明した[67]。消毒の上、業務は継続する[67]。
- 8月5日
  - 午後の県知事による会見で県独自の緊急事態宣言を出す方針を発表[68]。6日午前の県対策本部会議において正式に宣言が出される[68]。8月6日から24日の間、5・6人以上の会食・宴会の自粛、県をまたぐ不要不急の移動自粛を求め、休業・休校要請は行わない[68]。
  - また、クラスターが多発した名古屋市中区の錦三・栄地区に限った営業時間短縮および休業要請を開始した[68]。
  - 豊田市は、市内20代から30代の男女5人の感染を発表[69]。いずれも軽症で、感染経路は不明[69]。
  - 岡崎市は、市内10代から60代の男女7人の感染を発表[69]。いずれも軽症[69]。6人は感染経路不明[69]。5人が30代以下[69]。
  - 名古屋市立緑市民病院が同病院勤務の20代看護師2人と90代入院患者の3人が感染したことを発表[67]。20代男性看護師の発熱から担当患者や同僚の抗原検査を実施したことで2人の感染が判明した[67]。2人は無症状[67]。病院は日中の外来診療以外の業務を一時縮小する予定[67]。
- 8月6日 - 中部日本放送（CBC）が同日、子会社CBCクリエイションの社長を兼ねる60代男性取締役の感染を公表[70]。
- 8月7日

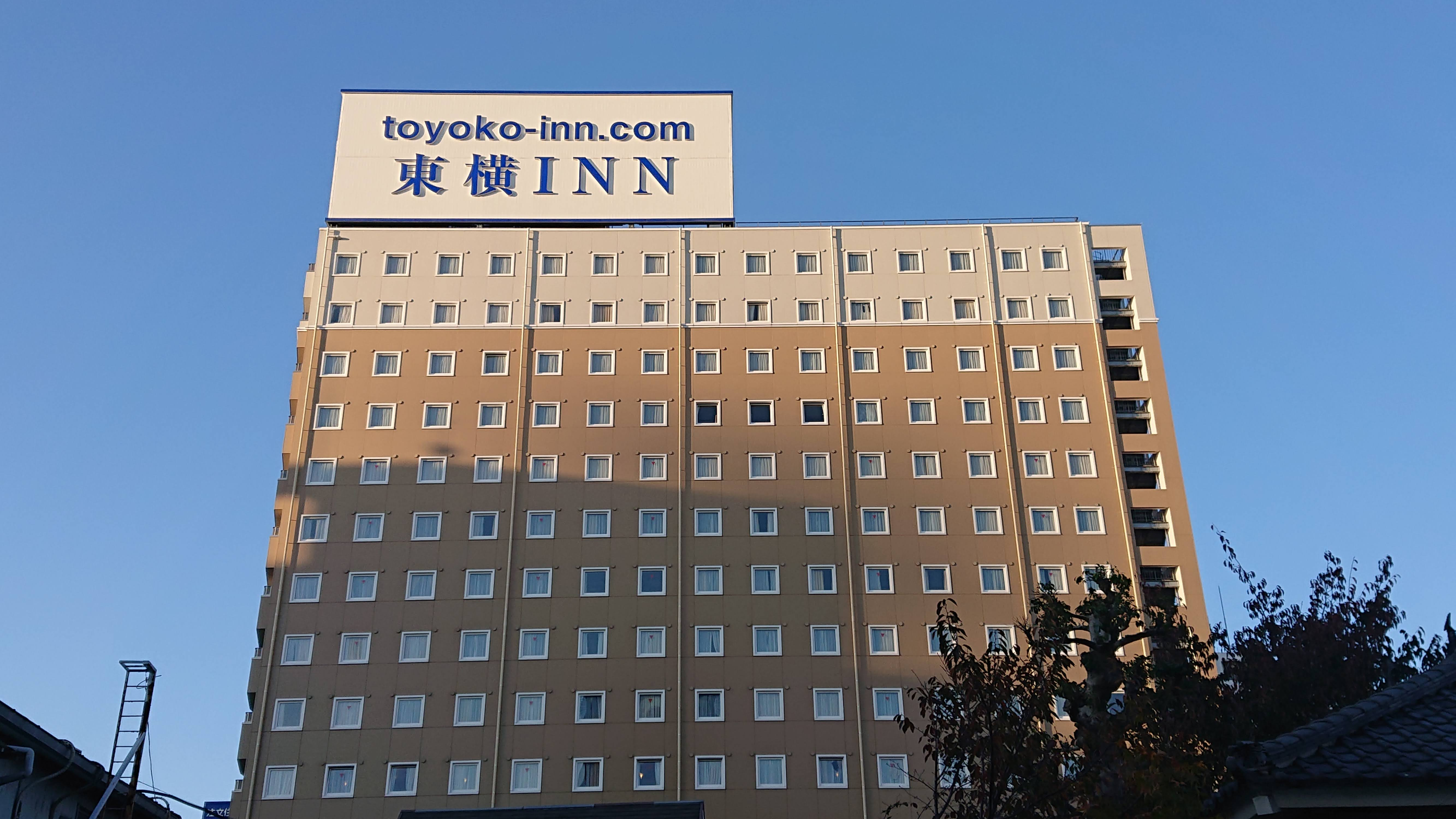
軽症者受け入れ施設となっている東横イン名古屋名駅南（2020年11月）

- - 名古屋市中村区に軽症者受け入れ施設を開設[71]。
  - 名古屋市立緑市民病院が同病院勤務の40代女性看護師および70代から90代の入院患者2人の計3人の感染を発表[72]。いずれも無症状[72]。同病院関連の感染者が計9人となる[72]。
- 8月9日 - CBCラジオが同日、40代男性社員の感染を公表[73]。
- 8月12日 - 3月に天白区のドラッグストアにおいて、「俺コロナ」と店員に告げ、店舗の消毒作業を余儀なくさせた威力業務妨害に問われた被告に対し、名古屋地方裁判所が懲役1年4ヶ月、執行猶予1年4ヶ月の判決を言い渡す[74]。被告は既に店側に対して被害約83万円を弁償しており、示談が成立しているために執行猶予となった[74]。
- 8月13日 - 名古屋市交通局が同日、40代職員の感染を公表[75]。同職員は車両点検や入れ替えの業務に従事しており、乗客との接触はないとする[75]。11日に頭痛および発熱があり、12日に医療機関を受診し、抗原検査により陽性と判定されたという[75]。

#### 11月
- 11月29日 - 県内の累計感染者数が10,000人を超えた[76]。

#### 12月
- 18日 - この日より酒類の提供する飲食店への21時までの営業時間短縮要請のエリアを県内全域に拡大[77]。従来は名古屋市中区錦三丁目と栄の一部地域に限られていた[77]。期間は翌年1月11日までの25日間を予定する[77]。要請に応じた飲食店に対しては4万円を支給する[77]。
- 20日 - 走行中の東京行き東海道新幹線「のぞみ」車内で、酔客が「俺はコロナだ」などと叫びながら車掌に絡んだとして威力業務妨害で豊橋警察署に逮捕された[注 2][78]。
- 22日 - 安城市内の東横イン三河安城駅新幹線南口2を1棟借り上げ、最大246室を無症状・軽症感染者向け宿泊施設として運用を開始[79]。日中は医師のほか、看護師・事務職員ら10人程度が常駐し、夜間は8人体制で対応するという[79]。
- 25日 - 東浦町のあいち健康プラザに設置の無症状・軽症感染者向け宿泊施設の運用を終了[79]。

### 2021年

#### 1月
- 8日 - 名古屋地検が同日、豊橋支部勤務の20代男性の感染を発表[80]。5日に豊橋保健所より濃厚接触があったとの連絡があり、7日のPCR検査で判明した[80]。職員以外との接触がある業務についておらず、職員にも濃厚接触者はないとする[80]。

#### 5月
- 20日 - 感染者数が高止まりしていることを受け、県が大規模商業施設に対し土日の休業を要請。要請に応じた施設には協力金が支給される[81]。
- 24日 - 大規模ワクチン接種会場を県営名古屋空港ターミナルビルと藤田医科大学病院に開設[82]。

#### 6月
- 15日 - 愛知県内の累計感染者数が50,000人を超えた[83]。

#### 7月
- 21日 - 愛知県内の累計死者数が1,000人を超えた[84]。

### 2022年

#### 4月
- 19日 - 0:00までに愛知県内の累計死者数が2,000人に達した[85]。

#### 11月
- 11日 - 0:00までに愛知県内の累計死者数が3,000人を超えた[85]。

### 2023年

#### 2月
- 2日 - 0:00までに愛知県内の累計死者数が4,000人を超えた[85]。

## 集団感染（クラスター）発生事例

### 名古屋市スポーツクラブクラスター
アメリカハワイ州から帰国した名古屋市内の60代夫婦（2020年2月15日判明）を起点としたクラスターとされる。妻が感染を自覚しないまま利用したスポーツクラブAで利用者10人が感染した。さらに、その感染者のうち、50代女性が感染を自覚しないまま利用した施設Bでも8人の感染者が発生した。また、夫妻の関係者や家族を含めて39人の感染者集団となった。

### 名古屋市デイサービスクラスター
70代女性の感染が2020年2月29日に判明したことにより発見されたクラスター。70代女性の同居人が利用するデイサービス施設Aで利用者5人が感染した。そのうち80代女性が別の施設Bを利用したことで、施設利用者やその家族に感染者が拡大したとされる。3月10日時点の発表では感染者45人。

### 愛知県警クラスター
2020年4月8日に4人の感染が確認。うち、警務部教養課所属の50代男性警察官ら2人はクラスター化した剣道の練習に参加していたが、第2交通機動隊所属の20代・30代男性警察官については感染経路が不明としている。この発表時点での愛知県警内の感染者数は22人で、接触した可能性のある警察官229人が自宅待機となっている。自宅待機の警察官については、一般市民との接点はなく業務にも支障がないとしている。

### 愛知県若者クラスター
2020年4月27日に県が存在を公表。4月26日時点で22人が感染確認。名古屋市内のボクシングジム関係者の20代男性と、その仲間7人、ジムで接触した男性3人とその知人・家族に感染が広まっている。

### 名古屋市若者クラスター
名古屋市中区錦三丁目に所在するカラオケバーで会った若者を中心に広がっているクラスター。若者らはSNSや路上で出会った「緩やかな人間関係」であり、市当局が詳細を掴みきれていない。感染は若者らの祖父母や県内他都市の若者にも広がっている上、7月上旬から中旬にかけて一部メンバーが同店舗で飲食を繰り返していたことから、さらなる感染拡大の恐れもあるとしている。2020年7月19日時点で24人。

### 名古屋市飲食店クラスター
東京都内に2020年7月1日・2日の両日滞在し、名古屋市内に戻った50代男性を発端としているという。男性の感染は13日に判明。飲食店で男性と接触した名古屋市・江南市・小牧市・春日井市の男女12名が感染し、さらにそのうちの小牧市40代男性と接触した名古屋市内50代男性も感染が判明しており、7月20日時点で合計14人のクラスターとなっている。

### NAMIMONOGATARI
2021年8月28日、29日の2日間、常滑市の愛知県国際展示場（AICHI SKY EXPO）の多目的広場野外ステージで野外フェス「NAMIMONOGATARI」が開催され、愛知県は同年9月6日までにイベントに参加した14人の感染者を確認しクラスターと認定した。このイベントは新型コロナウイルスの感染対策が不十分な上に酒類の提供も行われ密フェスなどと批判を浴び、大村秀章愛知県知事や伊藤辰矢常滑市長らが抗議した。

## 流行への対策

### 隔離

#### 軽症者向け宿泊施設の確保
愛知県では東浦町にある県施設あいち健康プラザ健康宿泊館を軽症者向けの宿泊施設として確保している。詳細については同項目を参照。
また、2020年8月7日から名古屋市中村区の東横INN名古屋名駅南を全棟貸し切り、最大全805室を確保した。全県の感染者を利用の対象とはするが、感染者数が急増する名古屋市内の感染者を主に受け入れる見通し。運営は県と名古屋市の職員が担当するが、県病院協会および県医師会などにより派遣された医師・看護師が24時間対応できる態勢をとる。

#### 専門病院

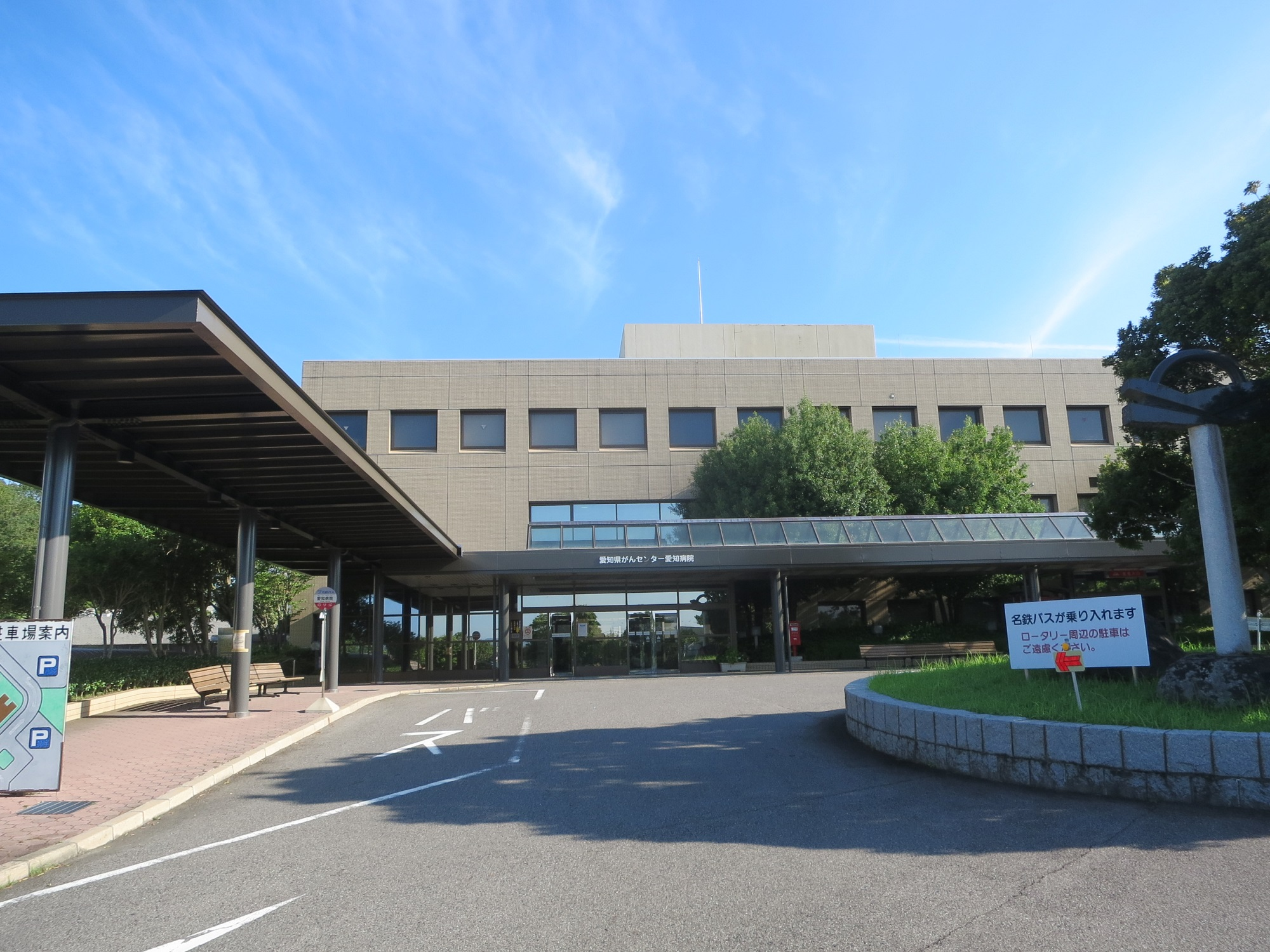
愛知県立愛知病院

2020年10月15日、中等症の患者を受け入れる専門病院として「愛知県立愛知病院」が開院した。岡崎市内にある岡崎市立愛知病院を活用し、50床でスタートした。最大100床まで増やす予定。

### 誹謗中傷への対応
感染者らへのインターネット掲示板等での誹謗中傷を検知し、県担当者の判断により名古屋法務局に削除を依頼する仕組みの導入が検討されている。2021年10月頃開始を目標に県議会6月定例会に補正予算案として600万円が盛り込まれた。

### 教育
県立学校では2020年5月18日に登校日を設け、5月25日から分散登校、6月1日より通常登校とし、段階的に学校を再開する。分散登校は午前と午後に登校を分散させ、通常登校は従前の授業を行うとしている。また、感染対策の指針を示すとする。
名古屋市立小中学校については5月28日・29日の両日中に、高校については27日から29日の間に学級活動を行い、6月1日からの通常登校に備える。同市立小中学校・特別支援学校・幼稚園については3日間は午前中のみ3時間授業とし、4日以降に通常授業に復帰する。また、夏休みについては短縮する。トイレ清掃は同市が教員の事務作業の補助を目的に採用する「スクールサポートスタッフ」が行う。
みよし市は市内8小学校の学級定員を35人から28人程度に減らすことで3密を避ける。教員の増員や非常勤講師の時間数増などで対応する。同様の対応が困難である4中学校では、市が購入したフェイスシールドを全員が着用する。また、6・7・9月分の給食費については市が全額負担する。

#### 夏休みの短縮
| 市町村                                           | 7月20日-7月26日 | 7月27日-8月2日  | 8月3日-8月9日   | 8月10日-8月16日 | 8月17日-8月23日 | 8月24日-8月30日 | 8月31日         | 備考    |
| ------------------------------------------------ | --------------- | --------------- | --------------- | --------------- | --------------- | --------------- | --------------- | ------- |
| 名古屋市                                         | 7月21日-8月16日 | 7月21日-8月16日 | 7月21日-8月16日 | 7月21日-8月16日 |                 |                 |                 | [ 103 ] |
| 豊田市                                           |                 |                 | 8月6日-8月19日  | 8月6日-8月19日  | 8月6日-8月19日  |                 | 8月31日         | [ 104 ] |
| 刈谷市                                           | 7月23日-7月26日 |                 | 8月8日 -8月23日 | 8月8日 -8月23日 | 8月8日 -8月23日 |                 | 8月29日-8月31日 | [ 105 ] |
| 豊橋市 豊川市 蒲郡市 新城市 田原市 東栄町 豊根村 |                 | 8月1日-8月16日  | 8月1日-8月16日  | 8月1日-8月16日  |                 |                 |                 | [ 105 ] |
| 岩倉市                                           |                 | 8月1日-8月23日  | 8月1日-8月23日  | 8月1日-8月23日  | 8月1日-8月23日  |                 |                 | [ 105 ] |
| 江南市 大口町 扶桑町                             |                 |                 | 8月8日-8月23日  | 8月8日-8月23日  | 8月8日-8月23日  |                 |                 | [ 105 ] |
| 稲沢市                                           |                 |                 |                 | 8月10日-8月16日 |                 |                 |                 | [ 105 ] |
| 高浜市                                           |                 |                 | 8月8日-8月19日  | 8月8日-8月19日  | 8月8日-8月19日  |                 | 8月29日-8月31日 | [ 105 ] |
| 愛西市                                           |                 |                 | 8月8日-8月23日  | 8月8日-8月23日  | 8月8日-8月23日  |                 |                 | [ 106 ] |
| 小牧市                                           |                 | 8月1日-8月23日  | 8月1日-8月23日  | 8月1日-8月23日  | 8月1日-8月23日  |                 |                 | [ 107 ] |

### マスク
大府市は特別定額給付金の申請書に市独自のマスク購入券を封入。1世帯あたり7枚までのマスクが市体育館で指定時間に購入できる。

### 経済対策

#### 給付金
大府市は、政府の特別定額給付金の支給対象外となる2020年（令和2年）4月28日以降に生まれた子供について「臨時特別出産祝い金」として、1人10万円を支給するとしている。財源は市のコロナ対策基金を活用し、9000万円を準備する。対象は2021年（令和3年）3月31日までに生まれた子供で、母親が2020年4月27日から申請日までに継続して住民登録していることを条件とする。

#### 住居の提供
名古屋市は経済的な事情により住居を失った市内在住者もしくは、市内在勤者で会社倒産もしくは解雇により住居からの退去を余儀なくされた人に市営住宅40戸を月1万円程度の家賃で1年間貸し出す措置を実施する。

## ワクチン接種
愛知県では2021年（令和3年）5月24日に新型コロナウイルス（COVID-19）ワクチンの大規模集団接種会場を名古屋空港ターミナルビル（西春日井郡豊山町）、藤田医科大学病院（豊明市）にそれぞれ設置している。名古屋空港では1日2000人、藤田医科大学病院では1日1000人の接種が可能としており、双方ともモデルナ製のワクチンを使用する。
名古屋空港では名古屋市・春日井市・小牧市・豊山町の住民を対象としており、黒川バスターミナル・名鉄バスセンター・春日井市役所・JR勝川駅・パークアリーナ小牧・名鉄小牧駅からの無料シャトルバスが運行される。中日新聞近郊版によれば、春日井市発着のシャトルバスは利用者が少なく、無料駐車場の利用者が多いとされ、県はシャトルバスの利用を求めている。
また、藤田医科大学病院では名古屋市・刈谷市・大府市・豊明市・日進市・東郷町の住民を対象とし、名鉄鳴海駅・刈谷市役所・刈谷市総合運動公園・刈谷北部生涯学習センター・おおぶ文化交流の杜・共和駅・大府駅・メディアス体育館おおぶ・名鉄豊明駅・日進市役所・日進駅・東郷町民会館からそれぞれ無料シャトルバスが運行される。

## 社会への影響

### 景気の押し下げ
日本銀行名古屋支店は2020年5月15日、愛知県など東海3県における景気判断を「下押し圧力が一段と強まっている」と発表している。ただし、帝国データバンク東京支社情報部赤間裕弥部長は愛知県におけるコロナ関連倒産は5月時点で4件にとどまっており、大都市圏にあっては着目すべき数字であるとしている。

### 「俺コロナ」事案
2020年3月下旬から「俺コロナ」と店員などに告げた上でせきやくしゃみをするなどして、施設や店舗の営業を妨害する事件が県内各地で発生している。感染の有無が不明である以上、施設や店舗を閉鎖し、消毒作業を行わなければならず、業務が停滞したり、消毒費用がかかったり、風評被害が出たりするため、威力業務妨害罪が成立する可能性がある。県警捜査幹部は「厳格な取り締まりが必要である」との認識を示している。
このうち、2020年3月29日に上記の名古屋市中村区の家電量販店にて「俺コロナだよ、コロナビーム」と言って店内を消毒させるなどして業務を妨害したとして逮捕・起訴された派遣社員の男性被告については、名古屋地裁が同年6月26日に、懲役10月の実刑判決を言い渡している。